# كريستيان بومان (روائي)
كريستيان بومان (بالإنجليزية: Christian Bauman)‏ (15 يونيو 1970 في الولايات المتحدة)؛ شاعر غنائي، كاتب أغاني وروائي أمريكي.

## الحياة الشخصية
لدى بومان ابنتان: كريستينا ولدت عام 1988 وفيونا ولدت عام 1999.